# アントニオ・メウッチ
アントニオ・メウッチ（Antonio 'Santi Giuseppe' Meucci, 1808年4月13日 - 1889年10月18日）は、イタリア人の発明家。彼の代表的な発明品は電話である。

## 伝記
フィレンツェのSan Frediano地区で生れ、フィレンツェ美術院(Accademia di Belle Arti)で、税関の職員とペルゴラ劇場の舞台技師をしながら学んだ。この時、未来の妻であるエステル・モーキ(Ester Mochi)と知り合う。
1831年の革命の動きに巻き込まれた彼は、政治的信念によりトスカーナ大公国を後にし、キューバに移住した。1835年にはハバナのTacon劇場に勤め、1850年にアメリカ合衆国へ到着した。
ニューヨークに到着したメウッチはロウソクの工場を設立（ジュゼッペ・ガリバルディも働いていた）、1854年頃に最初の電話の試作品が完成。彼の事務所と寝室にいる重病の妻との会話を目的としたものだった。電話の発明のきっかけは、彼が劇場で働いている時に作った、監督室から作業者に指示を与えることが出来るよう、他の舞台の部分からの音を伝える伝声管のように振る舞う装置からである。
時の経過とともに、ロウソクの会社は倒産しメウッチは資金難に遭うが、その間にも彼の発明は発展した。友人の援助に依存する生活のため、彼は「teletrofono」（当時、そう呼ばれていた）の特許を取るのに十分な資金が無く、1871年に一時的な特許を得て毎年10ドルを払い更新した。最後に更新できたのは1873年で、ニューヨークの電信会社に発明を提示してみたが、電話の潜在能力に気付かなかった。
1876年にアレクサンダー・グラハム・ベルが「彼の」電話に対する特許を取得。メウッチはこれに提訴したが、当時の彼は破産して食べ物を買うのも困難な状況だった。メウッチは機械式電話を発明したとし、ベルは電気式の特許を取ったという裁判官による判断に基づき、1887年にベルの勝利という形で訴訟は決着した。

## 特許
「電気式音声伝達装置」以外にメウッチは化学的機械的方法を用いた装置を多数発明し特許を取った。
資金不足のため、彼の電話（電気式音声伝達装置）は通常の特許を取れなかったが、仮の特許料、年10ドルの更新料を払い続けた。
特許を決定的にするためにはさらに200ドルを必要としたため、メウッチは友人の募金に頼ったが、20ドル以上集められなかった。

## 認識
一世紀以上の間、イタリア以外では電話はベルによって発明されたことになっていた。
2002年6月11日アメリカ合衆国議会の決議案269でアントニオ・メウッチが電話の最初の発明者として公式に認められた。